# Kerlon
Kerlon (* 27. Januar 1988 in Ipatinga, mit vollem Namen Kerlon Moura de Souza) ist ein ehemaliger brasilianischer Fußballspieler.
Sein Markenzeichen ist der „Seehund-Trick“, weshalb er auch Foquinha (übersetzt: der kleine Seehund) genannt wird, bei dem er den Ball auf dem Kopf über das halbe Spielfeld balanciert und unstoppbar scheint.

## Karriere

### Im Verein
Kerlon begann seine Karriere beim brasilianischen Großklub Cruzeiro Belo Horizonte, wo er die Position des Stürmers, manchmal auch die des zentralen Mittelfeldspielers innehatte. Zum Beginn der Saison 2008/09 zog es Kerlon für 1,3 Millionen Euro nach Italien zum Serie-A-Aufsteiger Chievo Verona. Sein Serie-A-Debüt feierte er am 29. Oktober 2008 beim 1:2 beim Heimspiel gegen Lazio Rom. In der Spielzeit brachte er es auf drei weitere Einsätze, da er bis zum Saison-Ende verletzungsbedingt ausfiel.
Am 7. Juli 2009 wurde bekannt, dass Kerlon im Sommer ablösefrei zu Ligakonkurrent Inter Mailand wechselt, wo er einen Vertrag bis 30. Juni 2012 erhielt.
Zu Beginn der Saison 2009/10 wurde Kerlon für ein Jahr zu Ajax Amsterdam verliehen.

### In der Nationalmannschaft
Bei der U-17-Südamerikameisterschaft 2005 in Venezuela konnte Kerlon das erste Mal die Aufmerksamkeit der Öffentlichkeit auf sich ziehen. Neben dem Turniersieg gewann er den Titel des Torschützenkönigs und wurde zum besten Spieler des Turniers gewählt.

## Erfolge
Nationalmannschaft 
- U-17-Südamerikameister: 2005

 Im Verein 
- Staatsmeisterschaft von Minas Gerais: 2005
- Italienischer Supercupsieger: 2010

## Auszeichnungen
- Torschützenkönig und bester Spieler der U-17-Südamerikameisterschaft: 2005